# Jacques Plante (Eishockeyspieler)
Joseph Jacques Omer Plante (* 17. Januar 1929 in Notre-Dame-du-Mont-Carmel, Québec; † 27. Februar 1986 in Sierre, Schweiz) war ein kanadischer Eishockeytorwart, der von 1953 bis 1974 für die Canadiens de Montréal, New York Rangers, St. Louis Blues, Toronto Maple Leafs und Boston Bruins in der National Hockey League sowie die Edmonton Oilers in der World Hockey Association spielte.

## Karriere
Er war der erste Torwart, der auch einmal aus dem Tor herausging, um einen Puck zu sichern. Auf Anraten seines Trainers Toe Blake trug er im Training eine Gesichtsmaske. Nachdem er in einem Spiel gegen die Rangers von Andy Bathgate im Gesicht getroffen wurde, holte er nach einer Behandlungspause seine Trainingsmaske und beendete das Spiel. Er war der erste Torwart in der NHL, der eine Kunststoffmaske trug. Plante studierte die Technik vieler anderer Torhüter und schaute sich das für ihn Beste ab. Nachdem er in seiner ersten Saison 1953 mit den Canadiens seinen ersten Stanley Cup gewonnen hatte, führte er die Canadiens von 1956 bis 1960 zu fünf Stanley-Cup-Siegen in Folge.
Nachdem er sich 1963 mit seinem Trainer überworfen hatte, wechselte er gemeinsam mit Phil Goyette zu den New York Rangers. Im Gegenzug kamen Gump Worsley und drei weitere Spieler nach Montreal. Bei den Rangers beendete er seine Karriere nach zwei enttäuschenden Jahren. Als die Liga von sechs auf zwölf Teams erweitert wurde, kehrte er zurück und teilte sich mit Glenn Hall die Torwartposition bei den St. Louis Blues. Es folgten noch eine hervorragende Saison in Toronto und eine in Boston.
Er wechselte dann in die WHA, zuerst für ein Jahr als Trainer der Québec Nordiques und dann erneut als Torwart zu den Edmonton Oilers. Mit 46 Jahren beendete er, immer noch auf Topniveau spielend, endgültig seine Karriere. 1978 wurde er mit der Aufnahme in die Hockey Hall of Fame geehrt.
1986 starb Plante in der Schweiz an Magenkrebs.

## Sportliche Erfolge
- Stanley Cup: 1953, 1956, 1957, 1958, 1959 und 1960

### Persönliche Auszeichnungen
- First All-Star Team: 1956, 1959, und 1962
- Second All-Star Team: 1957, 1958, 1960 und 1971
- Vezina Trophy: 1956, 1957, 1958, 1959, 1960, 1962 und 1969 gemeinsam mit Glenn Hall
- Hart Memorial Trophy: 1962